# Біжан Геннадій Олександрович
Генна́дій Олекса́ндрович Біжа́н — полковник Збройних сил України.

## З життєпису
Станом на початок жовтня 2014-го перебував у списку полонених.
Станом на січень 2019-го — начальник тилу-заступник начальника логістики командування Сухопутних військ Збройних Сил України.

## Нагороди
За особисту мужність і героїзм, виявлені у захисті державного суверенітету та територіальної цілісності України, вірність військовій присязі під час російсько-української війни, відзначений — нагороджений
- 13 серпня 2015 року — орденом Богдана Хмельницького III ступеня.

• За особисту мужність і самовіддані дії, виявлені у захисті державного суверенітету та територіальної цілісності України, вірність військовій присязі Нагородити медаллю “За військову службу Україні”.
УКАЗ ПРЕЗИДЕНТА УКРАЇНИ №617/2022 від 29.08.2022 року.